# Ђуро Стипановић
Ђуро Стипановић (Подбрдо, Краљевина Југославија, 4. октобар 1937 — 24. октобар 2020) био је српски књижевник из Републике Српске, БиХ.

## Биографија
Рођен је 4. октобра 1937. године у Подбрду код Мркоњић Града, Краљевина Југославија. У Новом Саду је завршио школу ученика у привреди (грађевински смјер). Радни вијек је провео у родном граду. Радио је у грађевинском предузећу „Градња“ као пословођа, а потом као службеник Скупштине општине Мркоњић Град. Осим тога, читавог живота се бавио и писањем.
Написао је око 25.000 пјесама и објавио 80 књига поезије и прозе, углавном дјечје књижевности. Његове пјесме су заступљење у Антологији савремене босанскохерцеговачке поезије за дјецу „Незавршена прича“ и у Антологији поезије, сликарства и вајарства Србије, Црне Горе и Републике Српске „Пастир тражи дно неба“. У Мркоњић Граду је у децембру 2007. године представљена књига пјесама, прича, афоризама и епиграма под насловом „Уз (не)затворени круг времена“, у којој је Стипановић објединио пјесме и прозне радове укупно 43 аутора са подручја ове општине. Добитник је књижевне награде Станко Ракита за књигу „Ко ће да нас сад поведе за ручице, наш дједе,“ а награду му је додијелило Удружење књижевника Српске за најбољу дјечју књигу у 2008. години.